# Видричка
Ви́дричка — село в Богданській сільській громаді Рахівського району Закарпатської області України. Населення — близько 2 300 осіб.

## Назва
За місцевими переказами назву «Видричка» село отримало від «річкової видри», яка залюбила дану місцевість[джерело?].

## Географія
Розташоване село на обох берегах річки Біла Тиса, в 9-ти кілометрах від Рахова. До 1993 року село Видричка належало до села Богдан. У 1993 році стало окремою адміністративно-територіальною одиницею. Тож, Видричку можна віднести до нової генерації сіл Рахівського району, які зовсім недавно отримали статус села в зв'язку зі збільшенням чисельності населення. У селі побудована школа І-ІІІ ст., дві Церкви (православна та греко-католицька), сільська рада, Богданське лісництво, а також є декілька магазинів.

## Заказники
Неподалік від села розташовані ботанічні заказники: Млаки, Церлянка, Лілія.

### Млаки
Площа 58 га. Статус надано згідно з рішенням облвиконкому від 07.03.1990 року № 55. Перебуває у віданні Видричанської сільської ради. Статус надано з метою збереження місць зростання арніки гірської — цінної лікарської рослини. Крім того, тут зростають рідкісні рослини, як-от зозульки Фукса, билинець, біловусник. Територія заказника розташована на стрімкому схилі гори Млаки.

### Церлянка
Площа 5 га. Статус надано згідно з рішенням облвиконкому від 07.03.1990 року № 55. Перебуває у віданні Видричанської сільської ради. Статус надано з метою збереження місць зростання арніки гірської — цінної лікарської рослини. Крім того, тут зростають рідкісні рослини, як-от зозульки Фукса, билинець, біловусник.

### Лілія
Площа 1 га. Статус надано згідно з рішенням 12 сесії 21 скликання обласної ради від 31.05.1993 року. Перебуває у віданні Богданської сільської ради. Статус надано з метою збереження місць зростання рідкісної рослини — лілії цибулинконосної (Lilium bulbiferum).

## Присілки
Павлик
Обєднане з селом Видричка рішенням облвиконкому Закарпатської області №155 від 15.04.1967
Назва селища (присілка) в різних історичних джерелах за роками: 1796-9 — Paulik (MTH. 102), 1864 — Paulik (Pesty), 1907 — Pálvölgye (Hnt.), 1913 — Pálvölgye (Hnt.), 1918 — Pálvölgye (Hnt.), 1944 — Pálvölgye, Павликъ (Hnt.), 1967 — Павлик (ZO).

## Населення
Згідно з переписом УРСР 1989 року чисельність наявного населення села становила 1851 особа, з яких 868 чоловіків та 983 жінки.
За переписом населення України 2001 року в селі мешкало 2297 осіб.

### Мова
Розподіл населення за рідною мовою за даними перепису 2001 року:
| Мова       | Відсоток |
| ---------- | -------- |
| українська | 99,61 %  |
| угорська   | 0,22 %   |
| російська  | 0,17 %   |

## Релігійні споруди

### Церква св. духа (1992 рік)
На місці церкви колись стояла каплиця, яка мала приблизні розміри 5х6 м.
Дерев'яну церкву Преображення Господнього базилічної форми з вежею над входом спорудили в 1935 р., шляхом перебудови каплиці на ділянці, яка була подарована Василем Морочилом.
У 1950—1952 роках Василь Мартиш зробив реконструкцію церкви.
У радянський період 1 березня 1962 р. церкву зняли з реєстрації і незабаром розібрали за ініціативою тодішнього голови сільради та директора школи, а на її місці згодом збудували дитячий садок.
Нову цегляну церкву споруджено в період між 1990 та 1992 р. за проєктом архітектора Івана Копача. Землю виділили біля школи, на ділянці колгоспної землі. Четвертину необхідних коштів надала держава. Вів будівництво вже згаданий місцевий майстер і голова церковного комітету Василь Мартиш та його помічники Михайло Костан, Григорій Шорбан, Микола Майор з Видрички та Юрій Кокіш із села Розтоки. В. Д. Зейкан намалював два ряди ікон до іконостаса. 

### Дзвіниця. XIXст.
Шестигранна дерев'яна дзвіниця була найдавнішою культовою спорудою села. Над низьким нижнім зрубом, захищеним шестигранним опасанням, здіймався каркасний ярус, вкритий шестибічним шатром.

## Культура
У селі відбувається фольклорний фестиваль «Видричанська вишиванка».

## Цікаві факти
Мешканцем села Видричка, Ретязником Юрієм Петровичем, на початку осені у лісі  в урочищі Німичний (4-км. вище с. Богдан) було знайдено меч епохи середньовіччя. Він відносно добре зберігся, пролежавши сотні років у землі. Кому він належав – випадковому заблукавшому воїну, розбійнику, першим поселенцям даної місцини? Яка б відповідь не була дана, але в будь-якому випадку  знайдена річ може внести корективи в історію заселення цього краю, його часових рамок. Археологічна знахідка цінна не сама по собі, а тим де вона знайдена. Така річ у масиві Чорногори (Чорногірського хребта) це вже відкриття.

## Фотографії

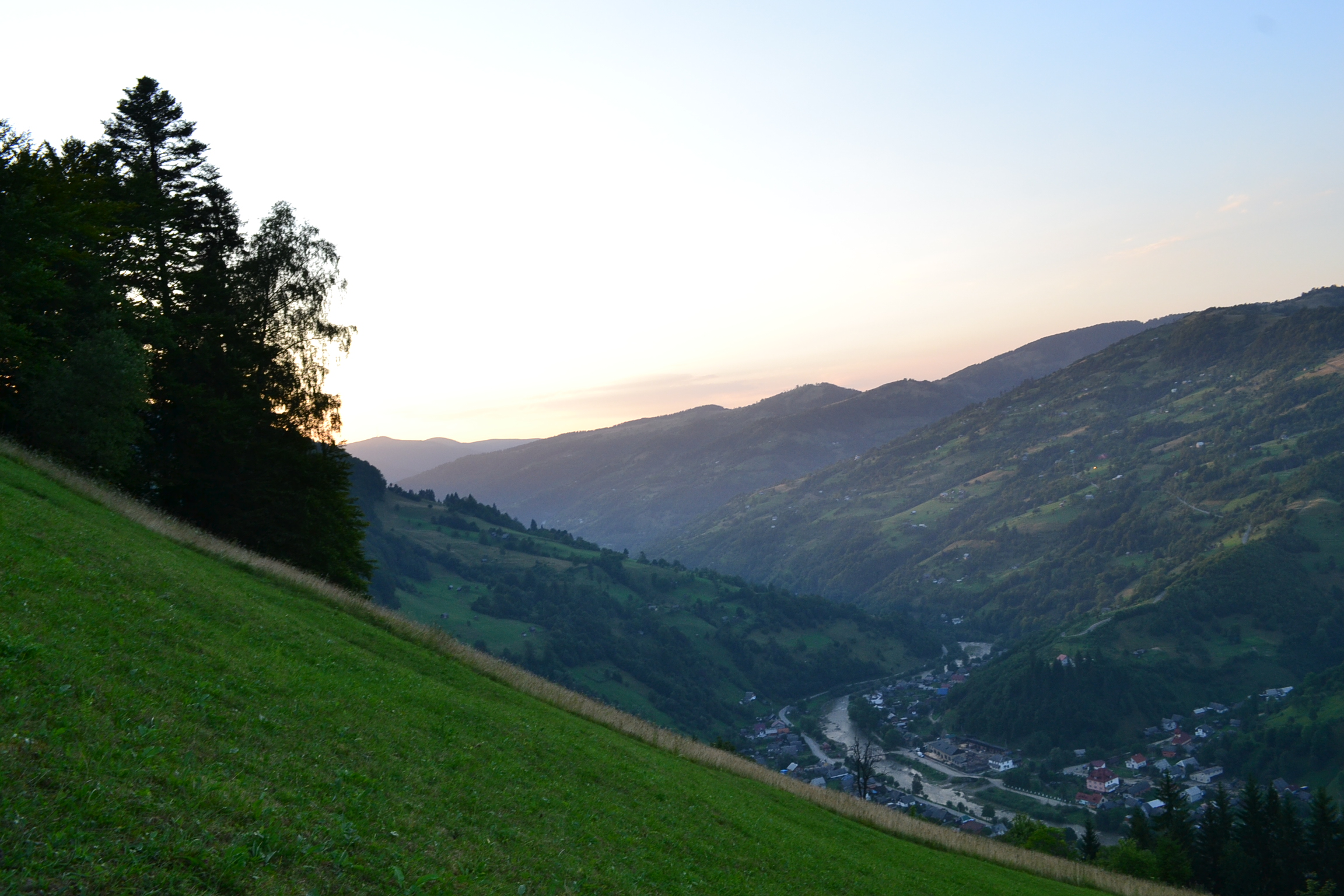
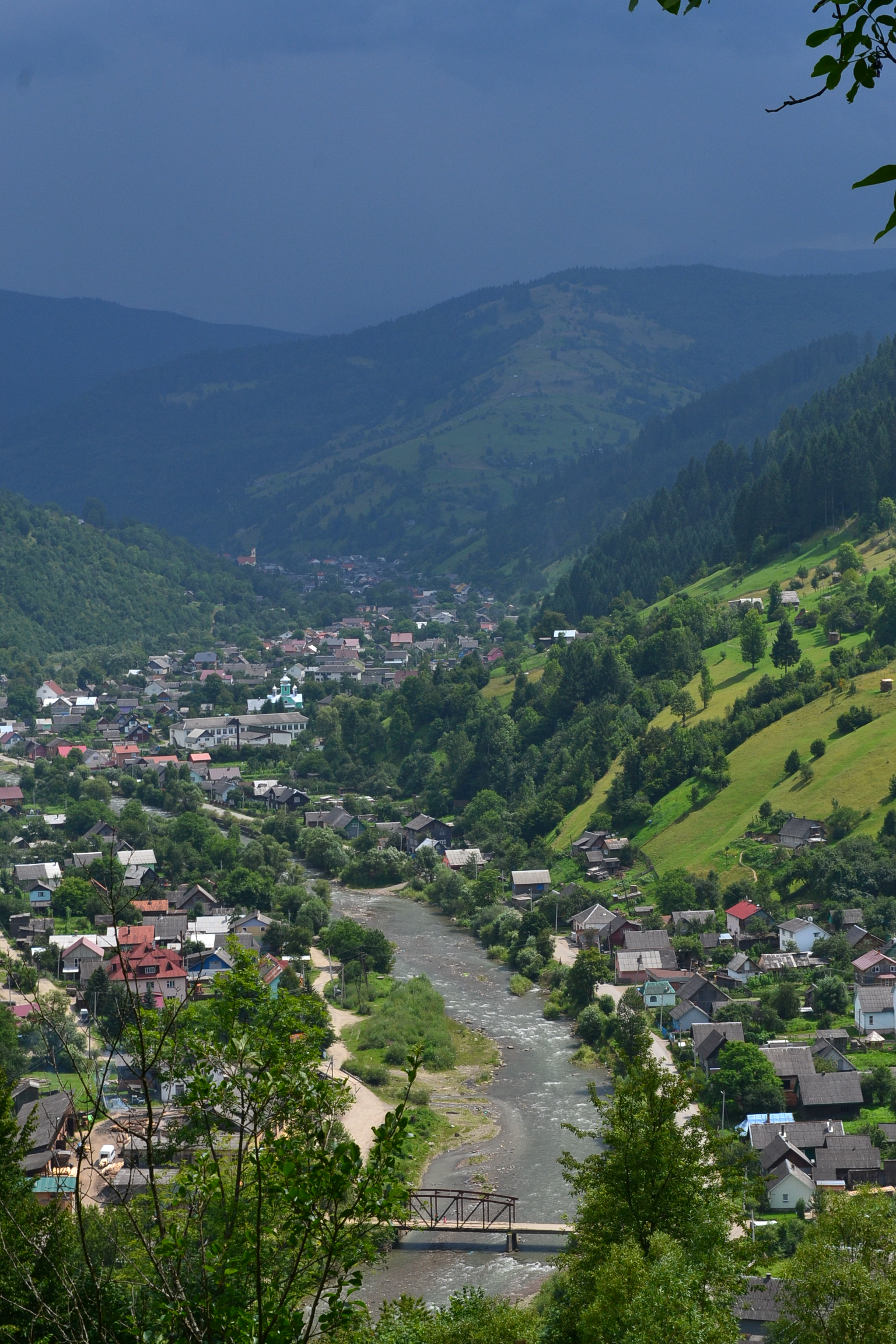